# Hells Gate, Antarktis
Hells Gate är ett sund i Antarktis. Den ligger i Östantarktis. Nya Zeeland gör anspråk på området.